# Love Makes Sweet Music
«Love Makes Sweet Music» es el primer sencillo del grupo de rock psicodélico Soft Machine. Fue uno de los primeros lanzamientos psicodélicos ingleses, previo a "Arnold Layne" de Pink Floyd por un mes.

## Canciones
1. «Love Makes Sweet Music» (Kevin Ayers)
2. «Feelin’ Reelin' Squeelin’» (Kevin Ayers)

## Personal
- Kevin Ayers - Guitarra ("Love Makes Sweet Music"), Bajo ("Feelin...") y voz
- Daevid Allen - Bajo ("Love Makes Sweet Music"), Guitarra ("Feelin...")
- Robert Wyatt – Batería y voz
- Mike Ratledge - Teclados